# 王希文 (嘉靖進士)
王希文（1492年—1565年），原名王世寧，字景纯，号石屏。广东廣州府东莞县（今东莞市）城西圆沙坊人。民籍。明朝政治人物。

## 生平
弱冠为生员，嘉靖初年（1522年）上书《苏民十二策》。嘉靖七年（1528年）廣東乡试第一，嘉靖八年（1529年）聯捷第二甲第六十二名進士。九年七月授刑科给事中，遇事敢谏，因得罪夏言，改南京刑科给事中，嘉靖十三年（1534年）弃官回家，嘉靖二十年（1541年），东莞縣丞李楣请王希文撰《却金流芳记》，七月，立石于却金流芳坊。居家30年卒。

## 著作
杨宝霖輯有《石屏遗集》（《给谏石屏公遗集》）。

## 家族
曾祖王里寶；祖父王惇信；父王瑄。嫡母謝氏；生母周氏。永感下。